# Wefelsen
Wefelsen ist eine Ortschaft in Hückeswagen im Oberbergischen Kreis im Regierungsbezirk Köln in Nordrhein-Westfalen (Deutschland).

## Lage und Beschreibung
Wefelsen liegt im östlichen Hückeswagen am westlichen Ufer der Bevertalsperre. Nachbarorte sind das direkt angrenzende Käfernberg, Kleinberghausen, Großberghausen, Mickenhagen, Busche und über die Talsperre hinweg Höhe. Durch den Talsperrenbau abgegangen sind Fröhlenhausen, Rasselstein, Gillesbever und Rotterdam.
Bei Wefelsen befinden sich am Ufer der Bevertalsperre mehrere Campingplätze und Bootsanlegestellen. Der Ort liegt an der Kreisstraße K11, die hier aufgrund der Bevertalsperre endet.

## Geschichte
1481 wurde der Ort das erste Mal in einer Spendenliste für den Marienaltar der Hückeswagener Kirche urkundlich erwähnt. Schreibweise der Erstnennung: (Telman) Wefel. Die Karte Topographia Ducatus Montani aus dem Jahre 1715 zeigt einen Hof und bezeichnet diesen Hof mit Wibelsen.
Im 18. Jahrhundert gehörte der Ort zum bergischen Amt Bornefeld-Hückeswagen. 1815/16 lebten 40 Einwohner im Ort. 1832 gehörte Wefelsen der Berghauser Honschaft an, die ein Teil der Hückeswagener Außenbürgerschaft innerhalb der Bürgermeisterei Hückeswagen war. Der laut der Statistik und Topographie des Regierungsbezirks Düsseldorf als Weiler kategorisierte Ort besaß zu dieser Zeit vier Wohnhäuser und ein landwirtschaftliches Gebäude. Zu dieser Zeit lebten 18 Einwohner im Ort, allesamt katholischen Glaubens.
Im Gemeindelexikon für die Provinz Rheinland werden für 1885 vier Wohnhäuser mit 25 Einwohnern angegeben. Der Ort gehörte zu dieser Zeit zur Landgemeinde Neuhückeswagen innerhalb des Kreises Lennep. 1895 besitzt der Ort vier Wohnhäuser mit 22 Einwohnern, 1905 vier Wohnhäuser und 18 Einwohner.
Bei der Einweihung der Bevertalsperre 1898 befand sich die Staumauer bei Wefelsen. Mit der Erweiterung der Talsperre 1938 auf die heutige Größe wurde die Staumauer abgebrochen.
Unmittelbar am Beverufer in Wefelsen befindet sich seit 1982 die „Europäische Akademie für Biopsychosoziale Gesundheit und Kreativitätsförderung“ (EAG), eine staatlich anerkannte, arbeitende Bildungsakademie zu der aus allen Teilen Europas Teilnehmer zu psychosozialen, klinischen und naturtherapeutischen Weiterbildungen nach Hückeswagen kommen.
Im Jahr 2003 wurden Teile des deutschen Kinofilms Sommersturm in Wefelsen gedreht. Bekannte deutsche Schauspieler wie Robert Stadlober, Kostja Ullmann und Alicja Bachleda-Curuś hielten sich bei Wefelsen auf.

## Wander- und Radwege
Folgende Wanderwege führen durch den Ort oder an ihm vorbei:
- Die SGV-Hauptwanderstrecke X28 (Graf-Engelbert-Weg) von Hattingen nach Schladern/Sieg
- Der Ortswanderweg von der Wermelskirchener Knochenmühle zur Bevertalsperre endet in Wefelsen.